# The Rugby Championship 2016
The Rugby Championship 2016 war die fünfte Ausgabe des jährlich stattfindenden Rugby-Union-Turniers The Rugby Championship, Nachfolger des seit 1996 bestehenden Wettbewerbs Tri Nations. An sechs Wochenenden zwischen dem 20. August und dem 8. Oktober 2016 wurde der Turniersieger in zwölf Spielen ermittelt. Jede der vier Nationalmannschaften spielte in einem Heim- und einem Auswärtsspiel gegen die jeweils anderen drei Teams. Den Titel gewannen die neuseeländischen All Blacks. Damit verteidigte man den Bledisloe Cup und den Freedom Cup, während sich Australien die Mandela Challenge Plate und die Puma Trophy sicherte.

## Tabelle
|    | Land        | Spiele | Siege | Unent. | Ndlg. | Spiel- punkte | Diff. | Bonus- punkte | Tabellen- punkte |
| -- | ----------- | ------ | ----- | ------ | ----- | ------------- | ----- | ------------- | ---------------- |
| 1. | Neuseeland  | 6      | 6     | 0      | 0     | 262:84        | + 178 | 6             | 30               |
| 2. | Australien  | 6      | 3     | 0      | 3     | 119:147       | − 28  | 1             | 13               |
| 3. | Südafrika   | 6      | 2     | 0      | 4     | 117:180       | − 63  | 2             | 10               |
| 4. | Argentinien | 6      | 1     | 0      | 5     | 129:216       | − 87  | 1             | 5                |

## Spiele und Ergebnisse

### Erste Runde
| 20. August 2016 20:05 AEST | Australien                                              | 8 : 42         | Neuseeland | ANZ Stadium, Sydney Zuschauer: 65.328 Schiedsrichter: Jaco Peyper (Südafrika) |
| 20. August 2016 20:05 AEST | Versuche: Phipps 74. n.erh. Straftritte: Foley (1/1) 3. | (3:32) Bericht | Versuche: Crotty 5. erh. Barrett 25. erh. Kaino 30. n.erh. Naholo 38. erh. Coles 55. n.erh. Savea 58. n.erh. Erhöhungen: Barrett (3/5) Straftritte: Barrett (2/3) 16., 22. | ANZ Stadium, Sydney Zuschauer: 65.328 Schiedsrichter: Jaco Peyper (Südafrika) |

| 20. August 2016 17:05 SAST | Südafrika | 30 : 23         | Argentinien | Mbombela-Stadion, Mbombela Zuschauer: 27.357 Schiedsrichter: Glen Jackson (Neuseeland) |
| 20. August 2016 17:05 SAST | Versuche: Combrinck 6. erh. Goosen 70. erh. Whiteley 78. erh. Erhöhungen: Jantjies (3/3) Straftritte: Jantjies (3/5) 17., 55., 73. | (10:13) Bericht | Versuche: Orlando 24. erh. Cordero 66. erh. Erhöhungen: Sánchez (2/2) Straftritte: Sánchez (3/4) 15., 23., 64. | Mbombela-Stadion, Mbombela Zuschauer: 27.357 Schiedsrichter: Glen Jackson (Neuseeland) |

### Zweite Runde
| 27. August 2016 19:35 NZST | Neuseeland | 29 : 9         | Australien                                        | Westpac Stadium, Wellington Zuschauer: 35.372 Schiedsrichter: Romain Poite (Frankreich) |
| 27. August 2016 19:35 NZST | Versuche: Dagg 7. erh., 21. n.erh. J. Savea 46. erh. Cane 61. erh. Erhöhungen: Barrett (3/4) Straftritte: Barrett (1/3) 13. | (15:9) Bericht | Straftritte: Foley (2/2) 11., 20. Hodge (1/2) 34. | Westpac Stadium, Wellington Zuschauer: 35.372 Schiedsrichter: Romain Poite (Frankreich) |

| 27. August 2016 16:40 AST | Argentinien | 26 : 24        | Südafrika | Estadio Padre Ernesto Martearena, Salta Zuschauer: 16.169 Schiedsrichter: Jérôme Garcès (Frankreich) |
| 27. August 2016 16:40 AST | Versuche: Tuculet 30. erh. Leguizamón 47. erh. Erhöhungen: Sánchez (1/1) 32. Hernández (1/1) 48. Straftritte: Sánchez (2/2) 22., 29. Hernández (1/1) 54. González Iglesias (1/1) 77. | (13:3) Bericht | Versuche: Habana 44. erh. Du Toit 67. n.erh. Erhöhungen: Goosen (1/1) Straftritte: Jantjies (2/4) 20., 42. Steyn (2/3) 63., 73. | Estadio Padre Ernesto Martearena, Salta Zuschauer: 16.169 Schiedsrichter: Jérôme Garcès (Frankreich) |

### Dritte Runde
| 10. September 2016 19:35 NZST | Neuseeland | 57 : 22         | Argentinien                                                                                            | Waikato Stadium, Hamilton Zuschauer: 23.361 Schiedsrichter: Craig Joubert (Südafrika) |
| 10. September 2016 19:35 NZST | Versuche: J. Savea 10. erh. B. Smith (2) 23. erh., 66. erh. Barrett 35. erh. Crotty (2) 53. erh., 63. erh. Faumuina 56. erh. Romano 76. n.erh. Erhöhungen: Barrett (6/6) 11., 24., 36., 54., 57., 64. Cruden (1/2) 68. Straftritte: Dagg (1/1) 31. | (24:19) Bericht | Versuche: Cordero 2. erh. Erhöhungen: Sánchez (1/1) Straftritte: Sánchez (5/6) 14., 18., 26., 38., 49. | Waikato Stadium, Hamilton Zuschauer: 23.361 Schiedsrichter: Craig Joubert (Südafrika) |

| 10. September 2016 20:05 AEST | Australien                                                                                               | 23 : 17         | Südafrika                                                                                          | Lang Park, Brisbane Zuschauer: 30.327 Schiedsrichter: Nigel Owens (Wales) |
| 10. September 2016 20:05 AEST | Versuche: Coleman 26. erh. Foley 61. erh. Erhöhungen: Foley (2/2) Straftritte: Foley (3/3) 10., 34., 42. | (13:14) Bericht | Versuche: Whiteley 2. erh. Goosen 17. erh. Erhöhungen: Jantjies (2/2) Straftritte: Steyn (1/1) 65. | Lang Park, Brisbane Zuschauer: 30.327 Schiedsrichter: Nigel Owens (Wales) |

### Vierte Runde
| 17. September 2016 19:35 NZST | Neuseeland | 41 : 13         | Südafrika                                                                                 | Rugby League Park, Christchurch Zuschauer: 20.826 Schiedsrichter: Angus Gardner (Australien) |
| 17. September 2016 19:35 NZST | Versuche: Dagg 21. n.erh. J. Savea 27. erh. B. Smith 48. erh. A. Savea 55. erh. Whitelock 64. n.erh. Perenara 70. erh. Erhöhungen: Barrett (4/6) Straftritte: Barrett (1/1) 8. | (15:10) Bericht | Versuche: Habana 18. erh. Erhöhungen: Jantjies (1/1) Straftritte: Jantjies (2/2) 36., 52. | Rugby League Park, Christchurch Zuschauer: 20.826 Schiedsrichter: Angus Gardner (Australien) |

| 17. September 2016 18:05 AWST | Australien | 36 : 20        | Argentinien                                                                                           | Perth Oval, Perth Zuschauer: 16.202 Schiedsrichter: Wayne Barnes (England) |
| 17. September 2016 18:05 AWST | Versuche: Kerevi 1. erh. Haylett-Petty 7. erh. Genia (2) 11. erh., 51. n.erh. Hooper 63. erh. Erhöhungen: Foley (4/5) Straftritte: Hodge (1/1) 74. | (21:6) Bericht | Versuche: Cordero 43. erh. Isa 71. erh. Erhöhungen: Sánchez (2/2) Straftritte: Sánchez (2/3) 22., 33. | Perth Oval, Perth Zuschauer: 16.202 Schiedsrichter: Wayne Barnes (England) |

### Fünfte Runde
| 1. Oktober 2016 17:05 SAST | Südafrika                                                                  | 18 : 10         | Australien                                                                 | Loftus-Versfeld-Stadion, Pretoria Zuschauer: 38.704 Schiedsrichter: Wayne Barnes (England) |
| 1. Oktober 2016 17:05 SAST | Straftritte: Steyn (4/5) 25., 34., 40., 75. Dropgoals: Steyn (2/2) 4., 79. | (12:10) Bericht | Versuche: Sio 13. erh. Erhöhungen: Foley (1/1) Straftritte: Foley (1/1) 7. | Loftus-Versfeld-Stadion, Pretoria Zuschauer: 38.704 Schiedsrichter: Wayne Barnes (England) |

| 1. Oktober 2016 19:10 AST | Argentinien | 17 : 36        | Neuseeland | Estadio Monumental Antonio Vespucio Liberti, Buenos Aires Zuschauer: 34.768 Schiedsrichter: Jaco Peyper (Südafrika) |
| 1. Oktober 2016 19:10 AST | Versuche: Isa 57. erh. Tuculet 76. erh. Erhöhungen: Sánchez (1/1) González Iglesias (1/1) Straftritte: Sánchez (1/1) 33. | (3:29) Bericht | Versuche: Lienert-Brown 27. erh. Crotty 34. erh. Coles 38. erh. Perenara 39. n.erh. Smith 44. erh. Erhöhungen: Barrett (4/5) Straftritte: Barrett (1/1) 2. | Estadio Monumental Antonio Vespucio Liberti, Buenos Aires Zuschauer: 34.768 Schiedsrichter: Jaco Peyper (Südafrika) |

### Sechste Runde
| 8. Oktober 2016 17:00 SAST | Südafrika                                       | 15 : 57        | Neuseeland | Kings-Park-Stadion, Durban Zuschauer: 52.595 Schiedsrichter: Jérôme Garcès (Frankreich) |
| 8. Oktober 2016 17:00 SAST | Straftritte: Steyn (5/5) 4., 17., 26., 49., 58. | (9:12) Bericht | Versuche: Dagg (2) 21. n.erh., 43. n.erh. Perenara (2) 32. erh., 60. erh. Barrett (2) 54. n.erh., 70. erh. Taylor 73. erh. Smith 76. erh. Squire 80. erh. Erhöhungen: Barrett (3/6) Sopoaga (3/3) | Kings-Park-Stadion, Durban Zuschauer: 52.595 Schiedsrichter: Jérôme Garcès (Frankreich) |

| 8. Oktober 2016 19:30 WESZ | Argentinien | 21 : 33        | Australien | Twickenham Stadium, London Zuschauer: 48.515 Schiedsrichter: Mathieu Raynal (Frankreich) |
| 8. Oktober 2016 19:30 WESZ | Versuche: Alemanno 20. n.erh. De la Fuente 44. erh. Erhöhungen: González Iglesias (1/2) Straftritte: González Iglesias (3/5) 40., 54., 69. | (8:18) Bericht | Versuche: Coleman 5. erh. Kerevi (2) 38. n.erh., 49. erh. Mumm 76. n.erh. Erhöhungen: Foley (2/4) Straftritte: Foley (3/3) 10., 26., 73. | Twickenham Stadium, London Zuschauer: 48.515 Schiedsrichter: Mathieu Raynal (Frankreich) |

## Statistik

### Meiste erzielte Versuche
|    | Name            | Versuche | Land       |
| -- | --------------- | -------- | ---------- |
| 1. | Israel Dagg     | 5        | Neuseeland |
| 1. | Ben Smith       | 5        | Neuseeland |
| 3. | Beauden Barrett | 4        | Neuseeland |
| 3. | Ryan Crotty     | 4        | Neuseeland |
| 3. | TJ Perenara     | 4        | Neuseeland |
| 3. | Julian Savea    | 4        | Neuseeland |

### Meiste erzielte Punkte
|    | Name            | Punkte | Land        |
| -- | --------------- | ------ | ----------- |
| 1. | Beauden Barrett | 81     | Neuseeland  |
| 2. | Bernard Foley   | 53     | Australien  |
| 2. | Nicolás Sánchez | 53     | Argentinien |
| 4. | Morné Steyn     | 42     | Südafrika   |
| 5. | Elton Jantjies  | 33     | Südafrika   |